# Referèndum constitucional de Ruanda de 2003
El referèndum constitucional de Ruanda de 2003 es va celebrar a Ruanda el 26 de maig de 2003. La nova constitució va crear una república presidencial amb un parlament bicambral i va prohibir la incitació a l'odi racial. Va ser aprovada pel 93% dels votants amb una participació del 90%. Després de la seva aprovació es van celebrar les eleccions presidencials el 25 d'agost i les eleccions parlamentàries del 29 al 30 de setembre.

## Resultats
| Opció                            | Vots      | %     |
| -------------------------------- | --------- | ----- |
| A favor                          | 3.132.291 | 93,42 |
| En contra                        | 220.462   | 6,58  |
| Nuls/en blanc                    | 119.447   | –     |
| Total                            | 3.472.200 | 100   |
| Votants registrats/participació  | 3.863.965 | 89,9  |
| Font: African Elections Database |           |       |